# Symplecta bisulca
Symplecta bisulca är en tvåvingeart som först beskrevs av Alexander 1949.  Symplecta bisulca ingår i släktet Symplecta och familjen småharkrankar. Inga underarter finns listade i Catalogue of Life.